# Wendland

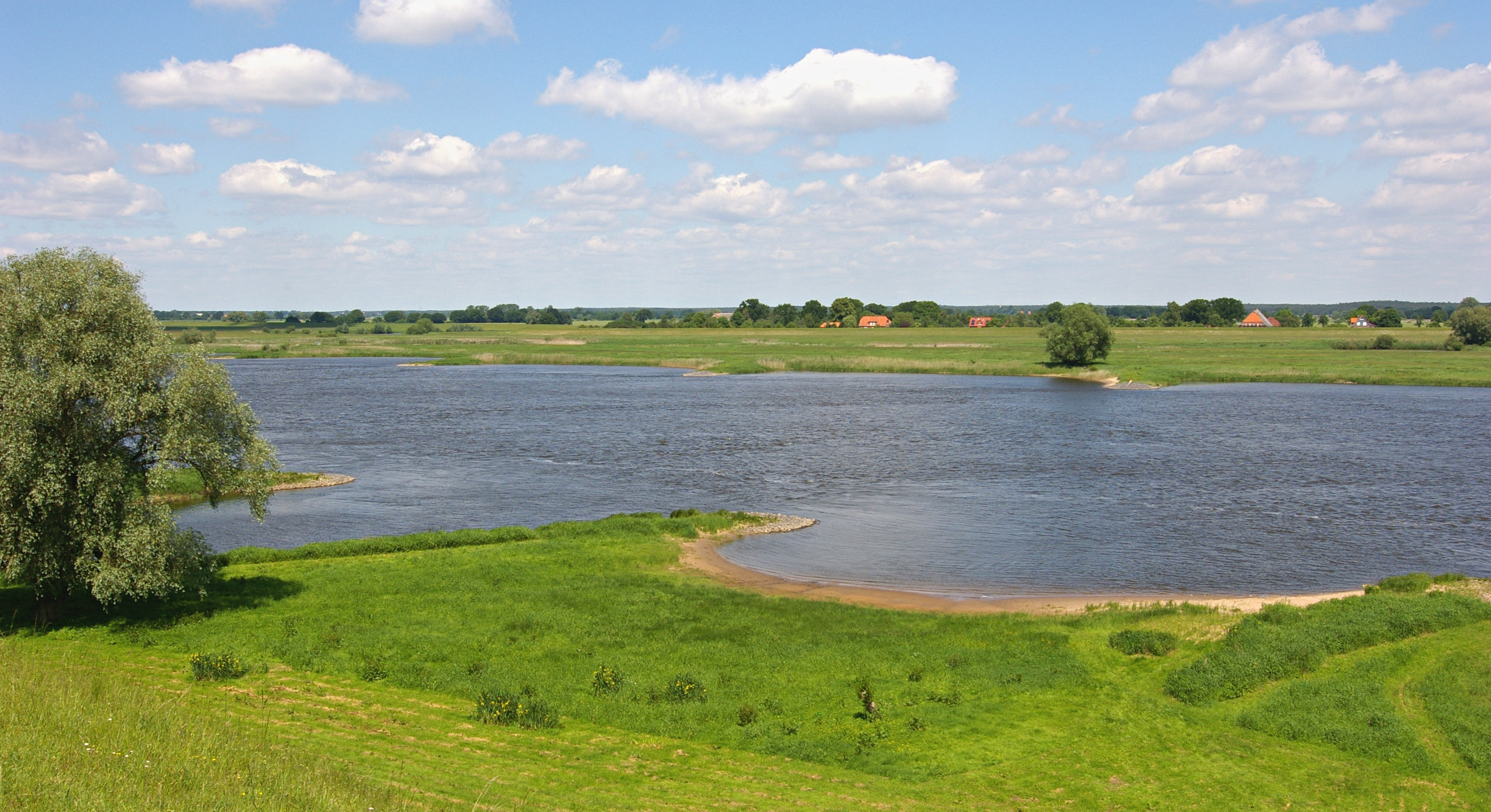
Wendland

Wendland är ett landskap inom de tyska delstaterna Niedersachsen,  Brandenburg, Mecklenburg-Vorpommern och Sachsen-Anhalt. Namnet indikerar att här bodde en gång i tiden vender eller (väst-)slaver.